# Liste de films jordaniens
Films produits en Jordanie :
| Titre                             | Année | Réalisateur                               | Acteurs/Actrices            | Genre         | Notes |
| --------------------------------- | ----- | ----------------------------------------- | --------------------------- | ------------- | --- |
| Abraham's Odyssey                 | 1998  |                                           |                             |               | |
| Captain Abu Raed                  | 2008  | Amin Matalqa                              | Nadim Sawalha, Rana Sultan  | Drama         | Jordanien Candidat au 81st Academy Awards comme meilleur film étranger |
| Cherkess                          | 2006  | Mohy Quandour                             |                             | Drame         | Motion Picture IMDB entry Meilleur film 2010 The Angel Film Award au Monaco International Film Festival et six autres récompenses : meilleur réalisateur, meilleur producteur, meilleur scénario, meilleur premier rôle, meilleur nouveau talent... link |
| Growing Up in Amman's Suburbia    | 2006  | Hazim Bitar                               |                             |               | CM de 9 minutes |
| High Heels                        | 2009  | Fadi G. Haddad                            | Mouna Moussa, Lara Sawalha  | Comédie noire | CM de 19 minutes - Meilleur CM jordanien 2009 |
| Into the Belly of the Whale       | 2010  | Hazim Bitar                               |                             |               | CM de 24 minutes - Sélection officielle IDFA 2010, Clermont-Ferrand International Short Film Festival 2011, Tampere Film Festival 2011 |
| al-Khourouj 67                    | 1968  |                                           |                             |               | |
| Missing                           | 2010  | Tariq Rimawi                              |                             | Animation     | Film animé de 3 minutes, meilleur court-métrage jordanien 2010 http://www.missingshortfilm.com |
| Overdose                          | 2005  | Ammar Quttaineh                           |                             | Comédie       | CM de 12 minutes |
| Quelques miettes pour les oiseaux | 2005  |                                           |                             | Documentaire  | CM de 28 minutes |
| Sera fe Jarash                    | 1956  |                                           |                             | Drame         | 70 minutes |
| Sharar                            | 2006  | Hazim Bitar, Ammar Quttaineh, Saleh Qasem |                             |               | CM de 17 minutes - Sélection officielle au Clermont-Ferrand Int'l Short Film Festival, Locarno Int'l Film Festival |
| Watani habibi                     | 1964  |                                           |                             |               | |
| View, The                         | 2008  | Hazim Bitar & Rifqy Asaf                  | Rabee Zureikat, Kian Hattar | Drame         | Vainqueur du meilleur court-métrage au Abu Dhabi International Film Festival ($75000) |